# Sechs Steine

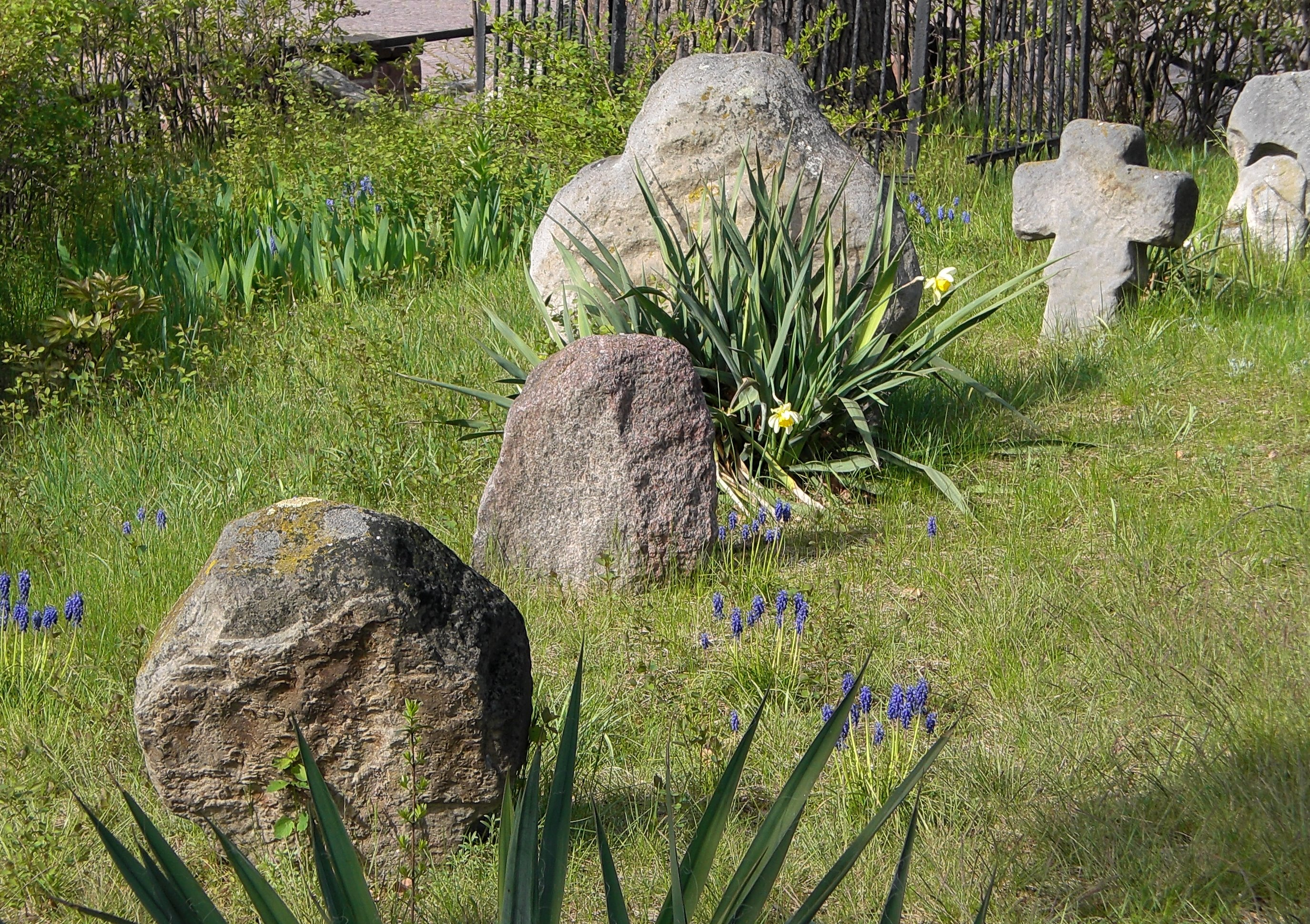
Sechs Steine – Blick von der Hauptstraße

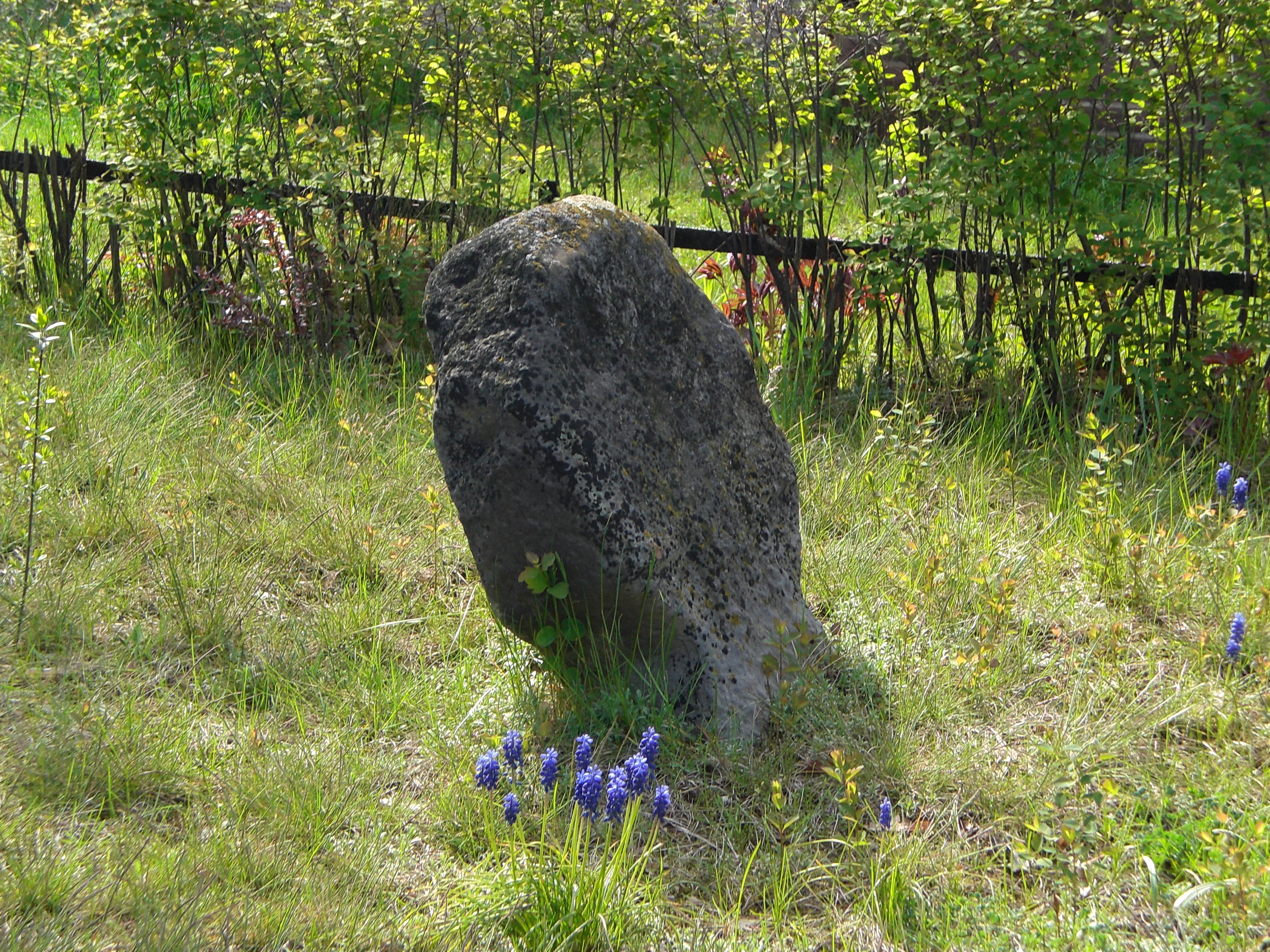
Nördlichster Stein

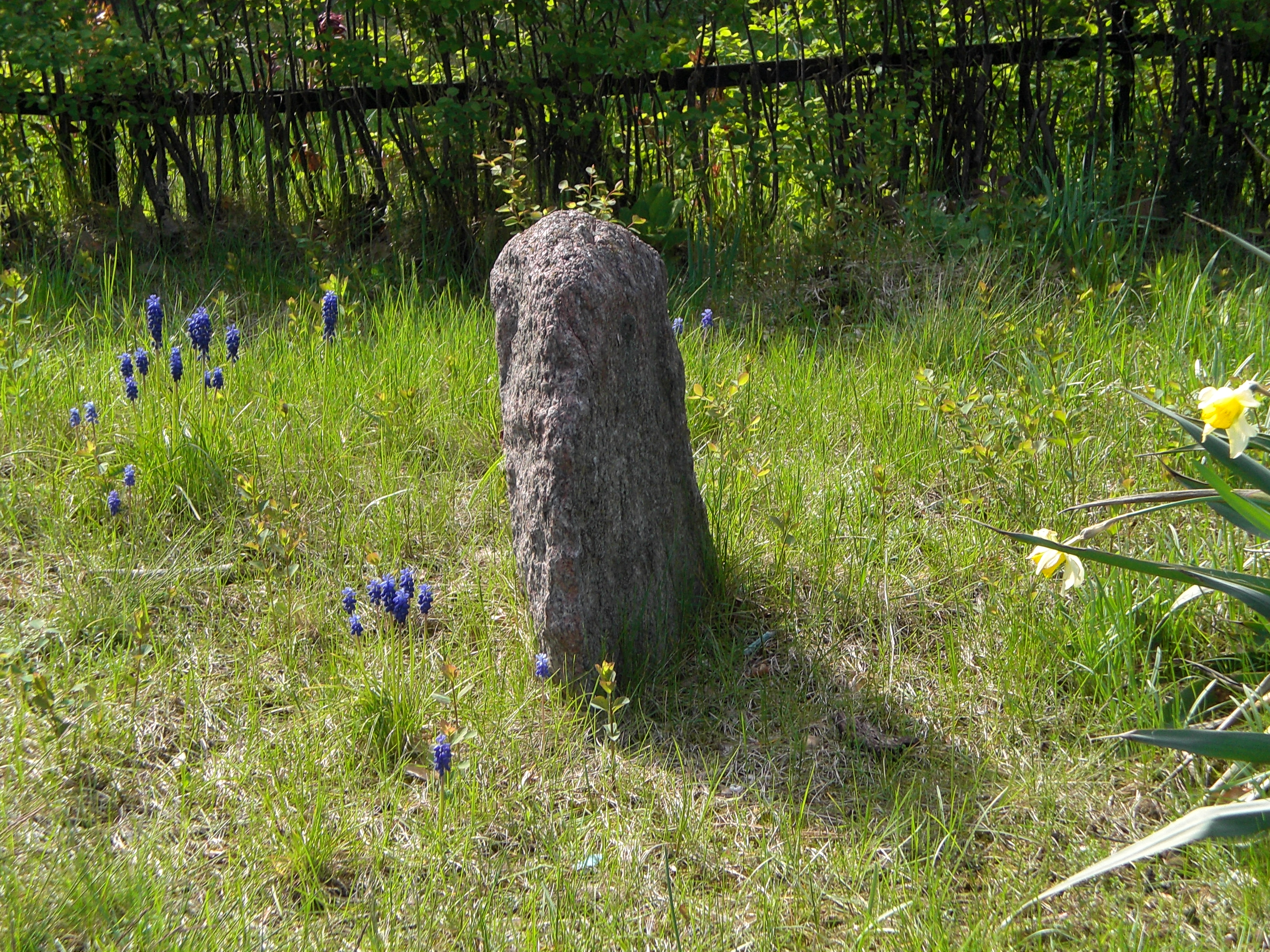
Zweiter Stein

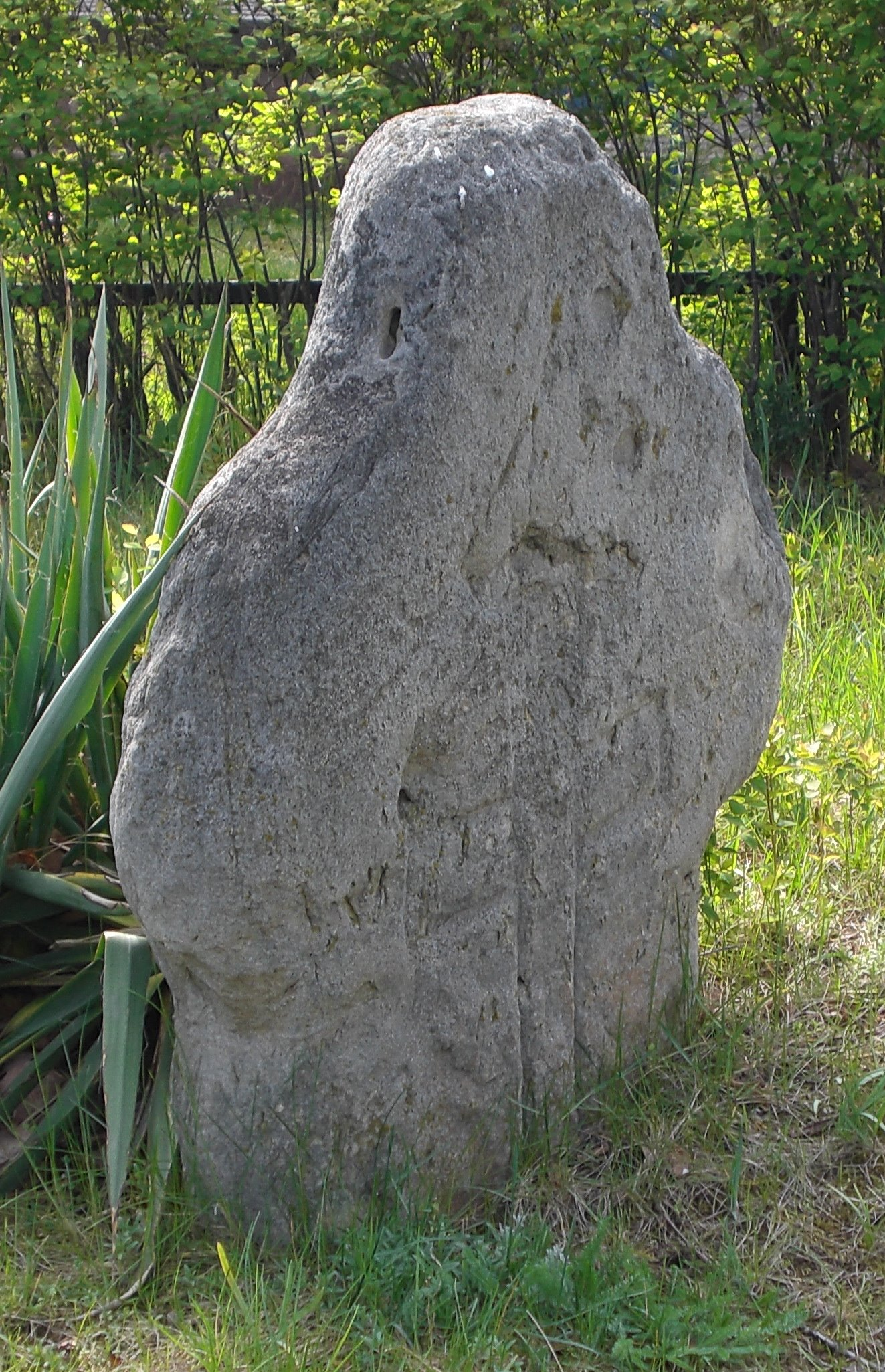
Dritter Stein mit eingearbeitetem Kreuz

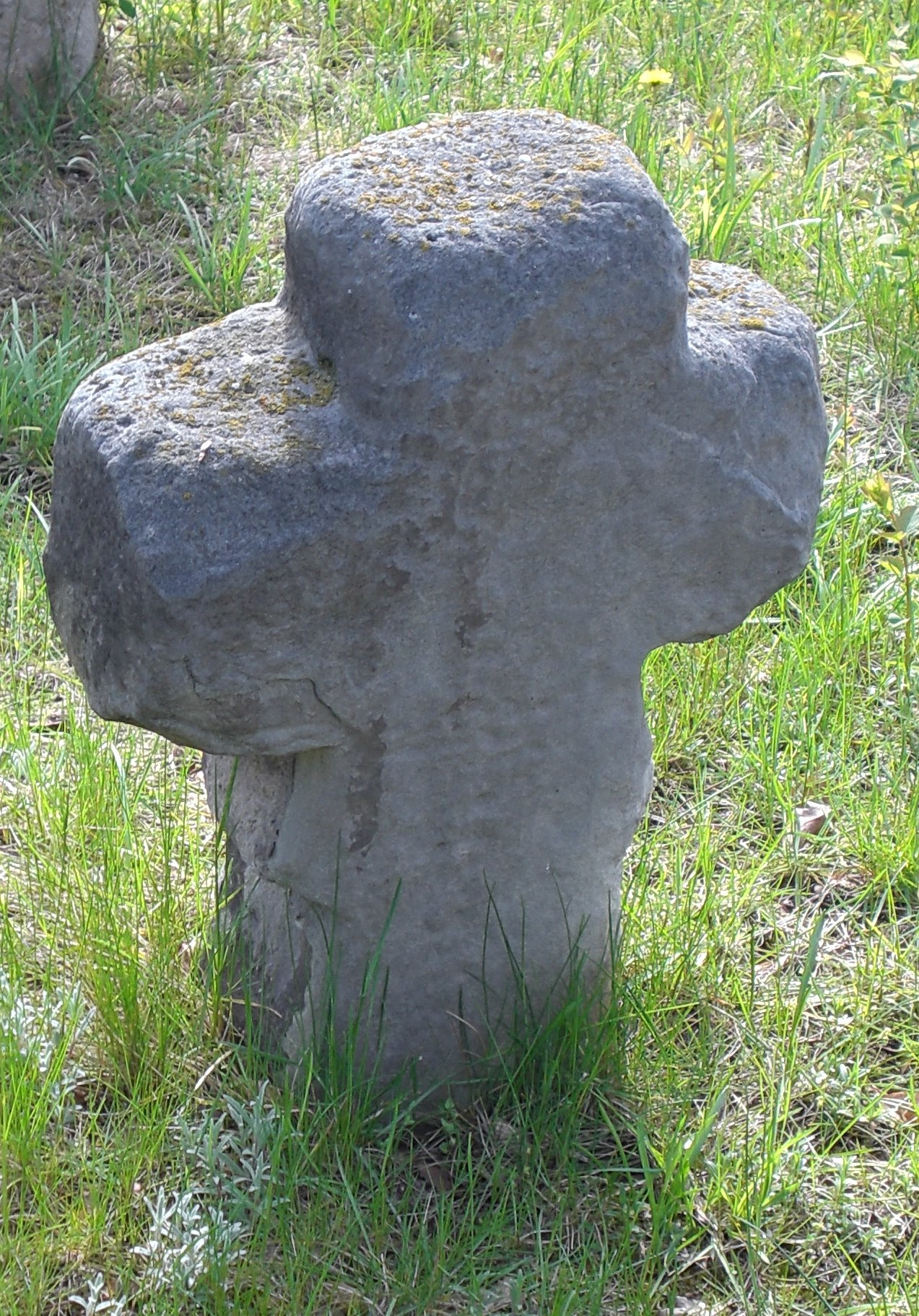
Vierter Stein – gut erhaltenes Steinkreuz

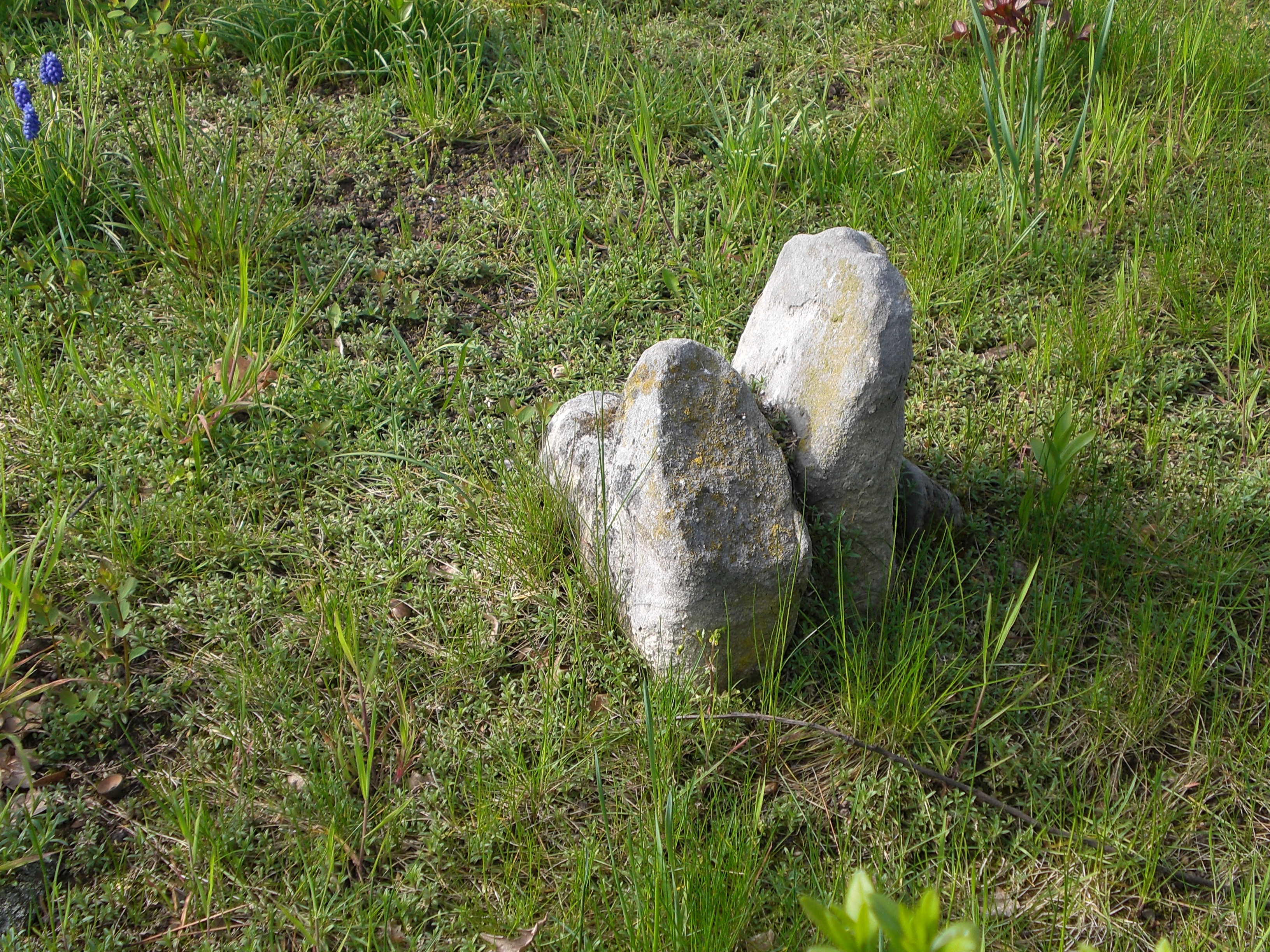
Reste des fünften Steins

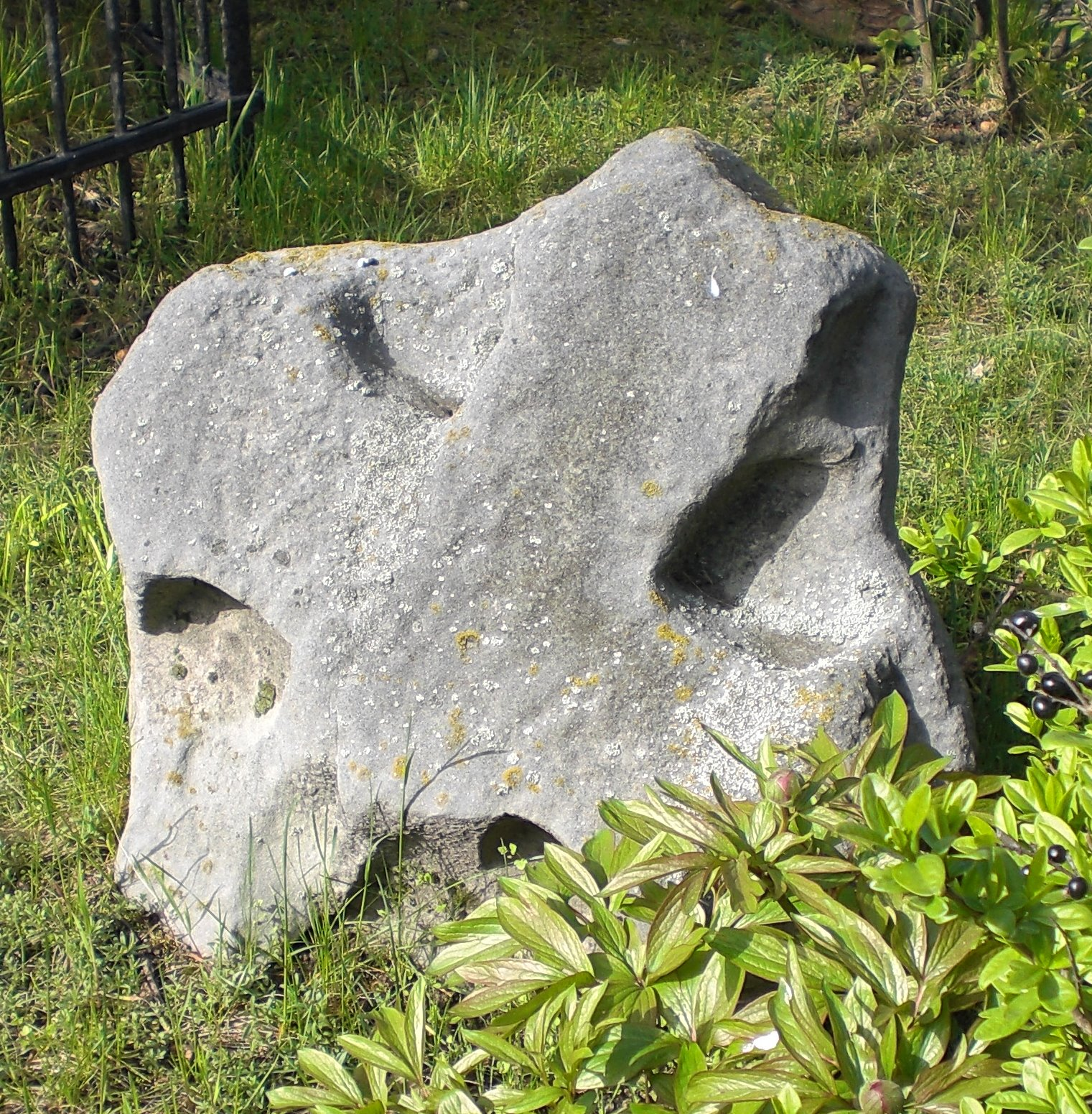
Südlichster Stein – Vorderseite

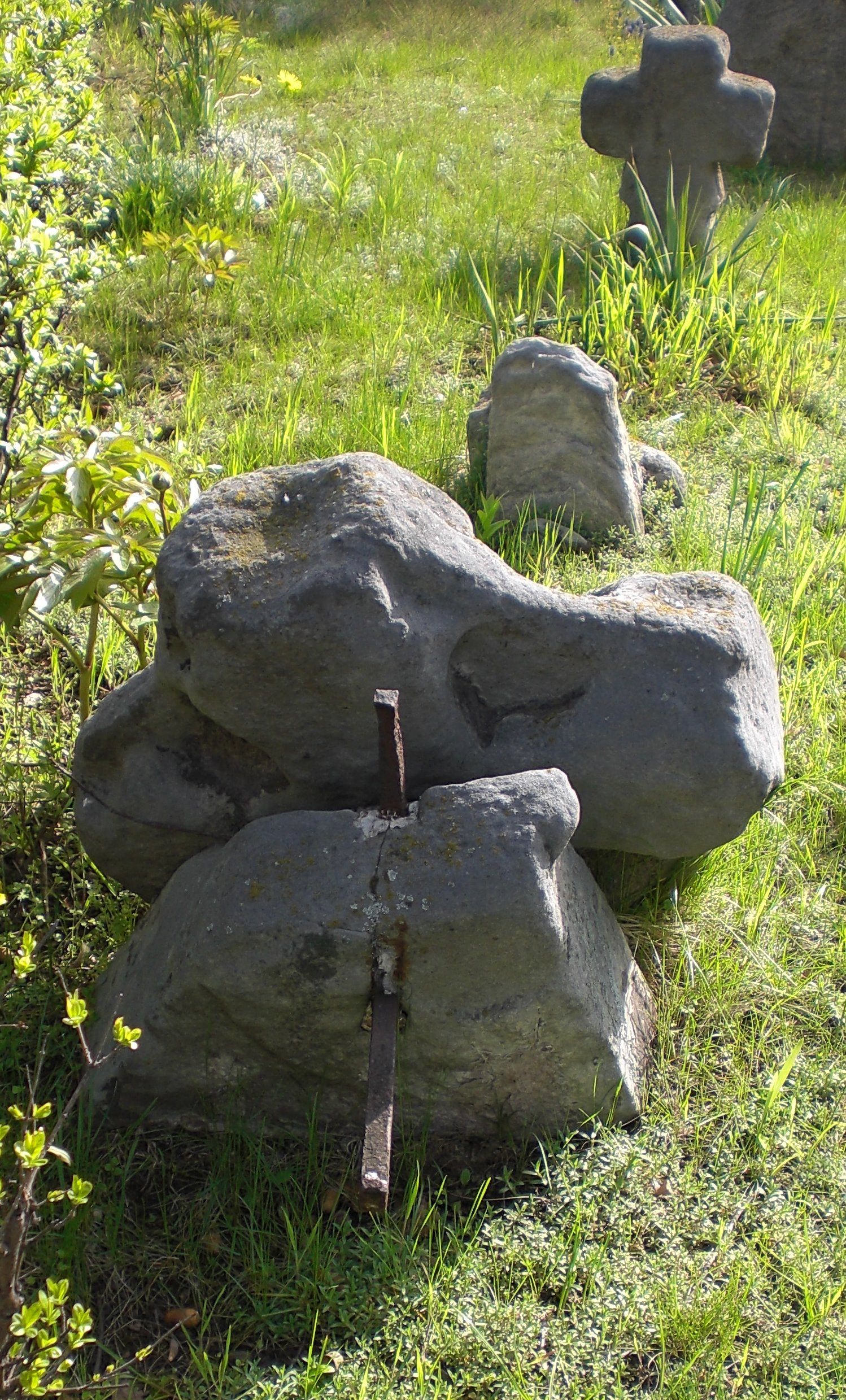
Südlichster Stein – Rückseite mit Bruchstelle

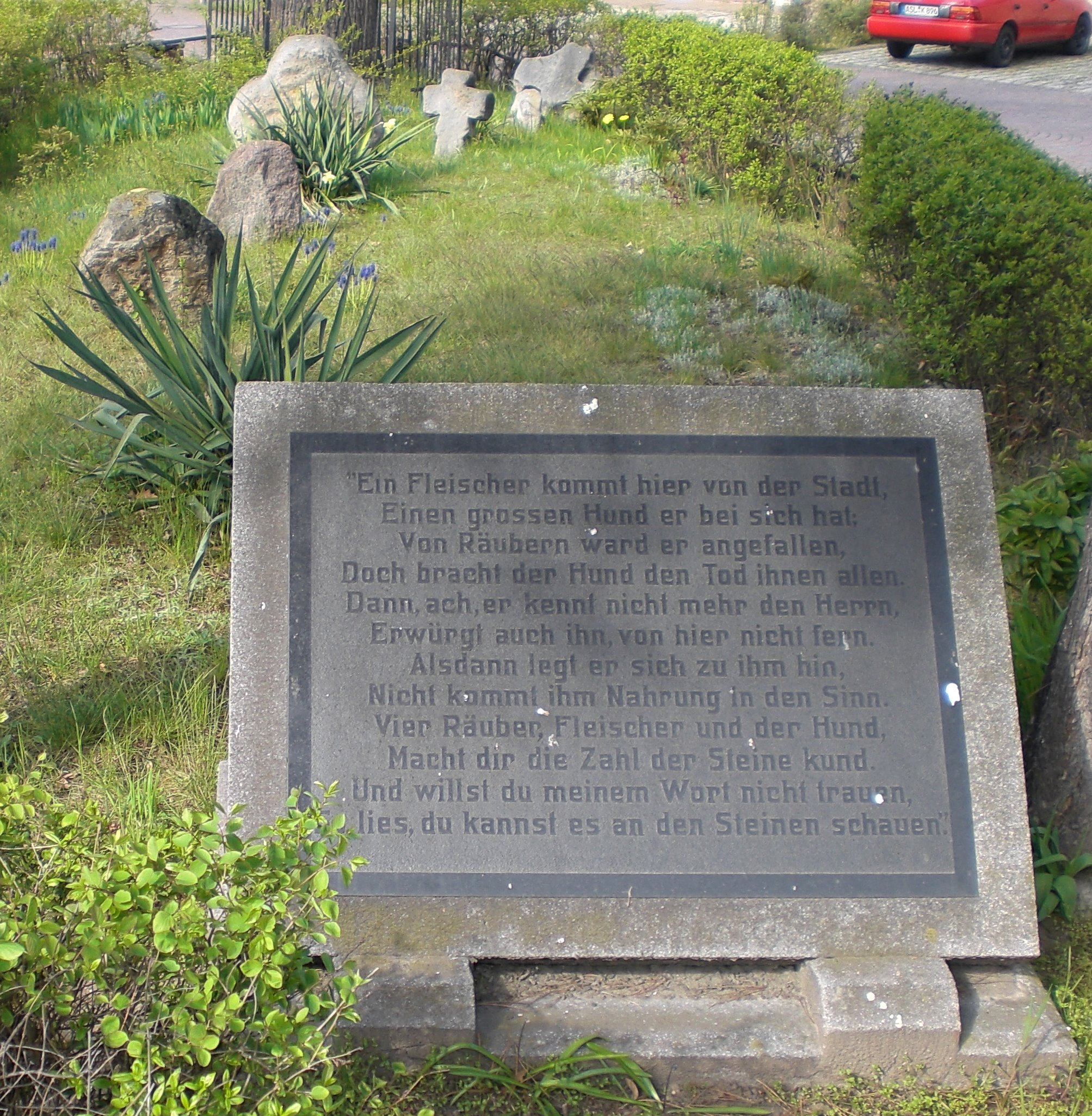
Tafel mit der Sage vor den Sechs Steinen

Die Sechs Steine sind die Überreste von mittelalterlichen Sandsteinkreuzen in einem Steinkreuznest in Ilberstedt in Sachsen-Anhalt.

## Lage
Die Steine befinden sich südlich der durch Ilberstedt führenden Hauptstraße. Sie sind zum Schutz von einer kleinen Hecke umgeben.

## Geschichte
Der genaue Hintergrund der Errichtung der Steine ist unbekannt. Vermutlich stellen sie die Reste eines aufgegebenen Friedhofes dar. Das älteste Kreuz stammt vermutlich bereits aus der zweiten Hälfte des 13. Jahrhunderts. An einem Kreuz befindet sich, kaum leserlich, die Inschrift Jacobi Albrecht Weller Famulus sowie die Jahreszahl 1363.
Eine Beschreibung der Steine erfolgte bereits im Jahr 1710, ohne dass etwas Näheres über die Geschichte der Steine noch bekannt gewesen wäre.

## Die Steine
Der nördlichste, am dichtesten an der Hauptstraße gelegene Stein weist eine Höhe über dem Erdboden von 64 cm auf. Die Breite beträgt 55 cm, die Tiefe 22 cm. Der Stein war als Kreuz gearbeitet. Das obere Ende ist rund. Während die Rückseite stark verwittert ist, ist auf der Vorderseite ein herausgearbeitetes, gleicharmiges Kreuz mit breiter werdendem Schaft zu erkennen.
Etwas südlich davon befindet sich ein weiterer Stein. Seine Maße betragen 54 cm × 42 cm × 18 cm (H × B × T).
Spuren einer Bearbeitung sind an dem Stein nicht zu erkennen. Lediglich seine Position innerhalb der Steingruppe lässt seine Bedeutung erahnen.
Der dritte Stein hat heute noch eine Höhe von 90 cm. Noch um 1950 war er allerdings 150 cm hoch. Im Bereich des Kreuzschaftes brach er dann jedoch ab und wurde auf diese Bruchstelle bestellt. Die Breite beträgt 88 cm, die Tiefe 19 cm. Auf der Vorderseite des Steins ist ein Kreuz mit parallelen Kanten zu erkennen. Die Linien des Kreuzes überschneiden sich.
Der vierte Stein ist ein sehr gut erhaltenes etwas unsymmetrisches Steinkreuz mit den Maßen 55 cm × 43 cm × 18 cm (H × B × T).
Vom fünften Stein sind lediglich einige Bruchstücke erhalten. Auch hier handelte es sich um ein Steinkreuz. Ein Bruchstück stellt ein Stück des Schaftes und einen Arm des Kreuze dar. Das zweite Bruchstück ist ein Rest vom Schaft. Um das Jahr 1900 herum war darüber hinaus noch ein zweiter Arm des Kreuzes vorhanden.
Der südlichste Stein war als gotisches Nasenkreuz mit Sektorenstützen gestaltet. Der obere Teil war rund. Nach einem Bruch war die Bruchstelle mit einer Eisenklammer wieder zusammengefügt worden. Zwischenzeitlich ist jedoch ein erneuter Bruch erfolgt.

## Sage
Nach einer Sage, die auch auf einer vor Ort aufgestellten Steintafel geschildert wird, sollen die Steinkreuze für vier Räuber, einen Fleischer und seinen Hund errichtet worden sein. Danach hätten die vier Räuber den Fleischer an dieser Stelle überfallen, seien jedoch vom Hund getötet wurden. Versehentlich soll der Hund auch noch seinen Herren getötet haben. Aus Kummer legte sich der Hund an die Seite seines Herren und verstarb dort ebenfalls.
Wörtlich heißt es auf der Tafel:
Ein Fleischer kommt hier von der Stadt,

einen grossen Hund er bei sich hat.

Von Räubern ward er angefallen,

doch bracht der Hund den Tod Ihnen allen.

Dann ach, er kennt nicht mehr den Herrn

Erwürgt auch ihn von hier nicht fern.

Alsdann legt er sich zu ihm hin,

Nicht kommt ihm Nahrung in den Sinn.

Vier Räuber, Fleischer und der Hund,

macht dir die Zahl der Steine kund

und willst du meinem Wort nicht trauen

So lies, du kannst es an den Steinen schauen.